# گروه کارشناسان تصویر متحرک

گروه کارشناسان تصویر متحرک (به انگلیسی: Moving Picture Experts Group) گروهی هستند که قالبی رایانه‌ای به نام امپگ (Mpeg) را ارائه داده‌اند.
فی فشرده سازی صدا و تصویر توسط گروهی از محققین ایجاد شد. این گروه که با نام Motion Picture Experts Group فعالیت می‌کردند، پس از اختراع این فرمت، نام خود را بر آن نهادند. (Mpeg در واقع از حروف اول همین عبارت تشکیل شده‌است). پس از ایجاد این فرمت که Mpg نیز خوانده می‌شد، فرمت‌های دیگری از این خانواده هم ارائه شد، از آن جمله:. mpa، mp1،mp2، mp3 از این میان mp3 بیش از بقیه کارائی داشت و بیشتر مورد استقبال قرار گرفت. دلیل عمده موفقیت آن نیز این بود که در این فرمت، فایل‌های صوتی بسیار فشرده و کم حجم می‌شوند، با این فرمت ما می‌توانیم حجم بیشتری از موسیقی را روی CD ذخیره کنیم (حدود ۱۲ ساعت موسیقی روی هر CD) و همچنین زمان دریافت موسیقی از اینترنت نیز کاهش می‌یابد. mp۳ در ویندوز ۹۵ و اولین نسخه‌های ویندوز ۹۸ پشتیبانی نمی‌شد. ولی در ویندوزهای بعدی، فرمت mp3 به‌عنوان یکی از فرمت‌های پیش فرض گنجانده شده‌است.